# 蒋自克
蒋自克，广西全州人，是一名明朝政治人物。
蒋自克曾于1563年接替范性任崇明县知县一职，1565年由黄元龙接任。